# Saint-Maudan
Saint-Maudan (tiếng Breton: Sant-Maodan) là một xã của tỉnh Côtes-d’Armor, thuộc vùng Bretagne, tây bắc Pháp.

## Dân số
Người dân ở Saint-Maudan được gọi là Meldanais hoặc Maudanais.